# Buková hora (berg i Tjeckien, lat 50,01, long 16,71)
Buková hora är ett berg i Tjeckien. Det ligger i den östra delen av landet, 160 km öster om huvudstaden Prag. Toppen på Buková hora är 958 meter över havet, eller 146 meter över den omgivande terrängen. Bredden vid basen är 3,9 km.
Terrängen runt Buková hora är huvudsakligen lite kuperad.Runt Buková hora är det ganska tätbefolkat, med 60 invånare per kvadratkilometer. Närmaste större samhälle är Šumperk, 19,3 km öster om Buková hora. Omgivningarna runt Buková hora är en mosaik av jordbruksmark och naturlig växtlighet.